# Slezská lidová strana
Slezská lidová strana (pol.: Śląska Partia Ludowa) byla politická strana působící v Rakousku-Uhersku od roku 1909 a poté v Československu v letech 1921–1938. Byla založena ředitelem skočovské školy Josefem Koždoněm a sdružovala obyvatele Těšínského Slezska, kteří se hlásili ke slezské národnosti.

## Historie strany
Slezská lidová strana byla založena ve Skočově (Skoczów) v létě 1908 ředitelem místní školy Josefem Koždoněm. V době své registrace měla 2 000 členů sdružených v 30 oblastních organizacích. Její příznivci patřili především k evangelické části obyvatel Těšínského Slezska. Proto se také nejsilnější organizace strany nacházely v politických okresech Bílsko a Těšín. V okresech Fryštát (německy Freistadt) a Frýdek (obývaných silnou skupinou katolických imigrantů z Haliče) byla členská základna zřetelně slabší. Nejsilnější stranické skupiny v roce 1913 působily ve Skočově (214 členů) a Těšíně (210 členů). Mezi nejvýznamnější představitele strany patřili: František Golyschny (ředitel Dívčí školy ve Skočově), Josef Cichy (majitel vápenky v Holešově), Pavel Mienciel (učitel Lidové školy v obci Mezisvětí). Toto nové politické uskupení si dalo za cíl zviditelnění rozdílnosti Slezanů a probuzení slezského národního povědomí. Strana zdůrazňovala národnostní rozdílnost Slezanů od Poláků, sounáležitost se slezskou vlastí a propagovala rozvoj regionální kultury.